# Municipio de El Estor
Municipio de El Estor är en kommun i Guatemala.   Den ligger i departementet Departamento de Izabal, i den centrala delen av landet, 160 km nordost om huvudstaden Guatemala City. Municipio de El Estor ligger vid sjön Lago de Izabal.